# Megalomys desmarestii
Megalomys desmarestii, meglio noto come ratto muschiato di Martinica, è una specie estinta di roditore vissuto fino a tempi recenti sull'isola di Martinica. È stata una delle più grandi specie di ratto muschiato mai esistite.

## Descrizione

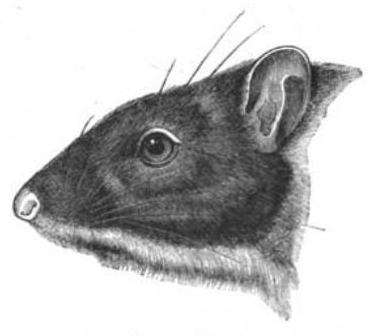
Illustrazione.

Questo roditore pesava all'incirca come un gatto domestico e misurava fino a 35 cm, era color muschio con il dorso nerastro, la testa era grigia metallizzata, e nei maschi vi era una striscia nera a forma di corno. Era provvisto di una lunga coda verdastra. Negli esemplari giovani il ventre era castano, quando essi raggiungevano la maturità sessuale assumevano un colore più scuro.

## Comportamento
Poco si sa sul ratto muschiato di Martinica. Forse era una specie acquatica: pare infatti che sfuggisse ai predatori rifugiandosi in acqua, dove poteva rimanere in apnea per circa 15 minuti.

## Estinzione
Era comune su Martinica sino alla fine del XIX secolo, quando si tentò di sterminarlo poiché era considerato un animale dannoso per le piantagioni di noci di cocco dell'isola. Veniva cacciato anche per la sua carne; tuttavia, a causa del suo forte odore di muschio, la preparazione richiedeva di bruciacchiarne il pelo, di esporne la carcassa all'aria per una notte e di cambiare l'acqua durante la bollitura.
L'8 maggio del 1902 il vulcano monte Pelée eruttò, distruggendo completamente la principale città dell'isola, Saint-Pierre. Si è ipotizzato che il ratto muschiato di Martinica si sia estinto allora o durante una successiva eruzione nel corso del 1902, ma è più verosimile che la causa principale della sua scomparsa sia stata la predazione da parte delle manguste introdotte sull'isola.